# Elwin Hermanson
Pour les articles homonymes, voir Hermanson.
Elwin Norris Hermanson (né le 22 août 1952) est un homme politique provincial et fédéral canadien de la Saskatchewan.
Il représente la circonscription fédérale de Kindersley—Lloydminster à titre de député du Parti réformiste du Canada de 1993 à 1997 et les circonscriptions provinciales de Rosetown-Biggar et Rosetown-Elrose à titre de député du Parti saskatchewanais de 1999 à 2007.
Hermanson est le premier chef à temps plein du Parti saskatchewanais à partir de 1998. L'année suivante, il devient chef de l'Opposition officielle jusqu'à son remplacement, également à titre de chef de parti, par Brad Wall en 2004.

## Biographie
Né à Swift Current en Saskatchewan, Hermanson entame sa carrière en politique fédérale avec son élection en 1993. Entre 1993 et 1995, il occupe le poste de leader du parti à la Chambre des communes. Un découpage électoral en vue des élections de 1997 l'envoie dans la nouvelle circonscription de Saskatoon—Rosetown, mais il est défait par son collègue et député sortant néo-démocrate Chris Axworthy.
Sur la scène provinciale, Hermanson remporte la chefferie du nouveau Parti saskatchewanais contre Rod Gantefoer et Yogi Huyghebaert en 1998 et fait son entrée à l'Assemblée législative de la Saskatchewan avec son élection en 1999. À la suite de cette élection, Hermanson devient chef de l'Opposition officielle, poste alors occupé par Ken Krawetz. Bien que le parti remporte plus de voix que les Néo-démocrates, le parti Saskatchewanais demeure surtout un parti rural ayant un seul représentant à Saskatoon et aucun à Regina.
Il échoue à remporter la victoire en 2003 et démissionne en tant que chef de parti en 2004. Brad Wall lui succède et Hermanson annonce, en juin 2006, ne pas se représenter en 2007.